# Alexandrina
Alexandrina – jezioro przybrzeżne w Australii Południowej, położone około 100 km na południowy wschód od miasta Adelaide. Stanowi ujście najdłuższej rzeki Australii Murray-Darling oraz licznych mniejszych rzek i potoków wypływających ze wschodnich stoków pasma Mount Lofty. Wypływ wód do morza znajduje się na południowym krańcu jeziora i nosi nazwę Murray Mouth.
Jezioro jest obszerne (64 900 ha, ale jednocześnie bardzo płytkie (średnia głębokość 2,8 m, maksymalna 5 m), a w latach suszy opada poniżej poziomu morza, co powoduje wdzieranie się słonych wód oceanicznych, co jednak nie wpływa negatywnie na florę i faunę Alexandriny, na którą składają się liczne gatunki ptaków i ryb słodkowodnych z europejskim karpiem na czele. Położona na jeziorze Hindmarsh Island jest największą na świecie wyspą, którą opływa zarówno słodka woda rzeczna (od północy), jak i słona oceaniczna (od południa).